# ویندوز مدیا پلیر
ویندوز مدیا پلیر (Windows Media Player) یکی از نرم‌افزارهای پخش فیلم و موسیقی ساخت شرکت مایکروسافت است که در محیط سیستم‌عامل ویندوز اجرا می‌شود. این نرم‌افزار قادر به نمایش تصاویر ،فیلم ها و ویدئو ها در رایانه‌های شخصی است. 
اولین نسخه این نرم افزار در ویندوز ۹۵ دیده شد و ویندوز مدیا پلیر ۱۲ جدیدترین نسخه ویندوز مدیا پلیر است که در ۲۲ اکتبر ۲۰۰۹ همراه با ویندوز ۷ منتشر شد است.  اما این نسخه در نسخه های بعدی ویندوز به روز نشده است. در عوض ویندوز ۱۰ از گروو میوزیک (برای صدا) و مایکروسافت فیلم ها و تلویزیون (برای فیلم) به عنوان برنامه های پخش پیش فرض برای اکثر رسانه ها استفاده می کند. از مه ۲۰۲۰، ویندوز مدیا پلیر هنوز به عنوان یک جزء ویندوز گنجانده شده است. همچنین ویندوز آرتی٬ ویندوز مدیا پلیر را اجرا نمی کند.

## فرمت‌های قابل پشتیبانی
- wma
- wax
- wmv
- wvx
- ASF
- asx
- wpl
- wm
- wmx
- wmd
- wmz
- mp3
- m3u
- avi
- wav
- mpeg
- mpg
- mpe
- m1v
- mp2
- mpv2
- mp2v
- mpa
- mid
- midi
- rmi
- aif
- aifc
- aiff
- au
- snd